# Persone di nome Roman/Calciatori
| Questa pagina contiene informazioni ricavate automaticamente dalle voci biografiche con l'ausilio del template Bio e di un bot. L'aggiornamento è periodico e automatico e ricostruisce completamente la pagina. Se manca una persona in questa lista, sei pregato di non aggiungerla, ma accertati piuttosto che la sua voce biografica contenga il template Bio e che i dati anagrafici siano correttamente compilati. Se il template Bio manca, inseriscilo tu stesso o, in alternativa, metti l'avviso {{tmp\|Bio}} che ne segnala la mancanza. Se i dati riportati sono sbagliati, correggi direttamente la voce biografica; le modifiche saranno visibili in questa lista entro pochi giorni. Per chiarimenti vedi il progetto antroponimi. La lista contiene solo le 67 persone che sono citate nell'enciclopedia e per le quali è stato implementato correttamente il template Bio. Pagina aggiornata al 22 lug 2025. |

Questa è una lista di persone presenti nell'enciclopedia che hanno il nome Roman e sono calciatori.

## A(2)
- Roman Adamov, ex calciatore russo (Belaja Kalitva, n. 1982)
- Roman Akbašev, calciatore russo (Sterlitamak, n. 1991)

## B(7)
- Roman Bednář, ex calciatore ceco (Praga, n. 1983)
- Roman Bezjak, calciatore sloveno (Slovenj Gradec, n. 1989)
- Roman Bezus, calciatore ucraino (Kremenčuk, n. 1990)
- Roman Bondarenko, ex calciatore ucraino (n. 1966)
- Roman Buess, calciatore svizzero (Basilea, n. 1992)
- Roman Bugaev, ex calciatore russo (Bratsk, n. 1989)
- Roman Bürki, calciatore svizzero (Münsingen, n. 1990)

## C(2)
- Roman Celentano, calciatore statunitense (Naperville, n. 2000)
- Roman Charles-Cook, calciatore grenadino (n. 2003)

## D(3)
- Roman Debelko, ex calciatore ucraino (Donec'k, n. 1993)
- Roman Didyk, calciatore ucraino (Leopoli, n. 2002)
- Roman Dąbrowski, ex calciatore polacco (Głuchołazy, n. 1972)

## E(4)
- Roman Emel'janov, calciatore russo (Pavlovo, n. 1992)
- Roman Erëmenko, calciatore finlandese (Mosca, n. 1987)
- Roman Evgen'ev, calciatore russo (Spasskoye, n. 1999)
- Roman Ežov, calciatore russo (Nižnekamsk, n. 1997)

## F(2)
- Roman Fischer, calciatore ceco (n. 1983)
- Roman Friedli, ex calciatore svizzero (Katmandu, n. 1979)

## G(2)
- Roman Mory Gbane, calciatore ivoriano (Toumodi, n. 2000)
- Roman Gergel, calciatore slovacco (Bánovce nad Bebravou, n. 1988)

## H(3)
- Roman Hahun, calciatore ucraino (Šepetivka, n. 1993)
- Roman Hončarenko, calciatore ucraino (Potaš, n. 1993)
- Roman Hubník, ex calciatore ceco (Vsetín, n. 1984)

## J(2)
- Roman Jakóbczak, ex calciatore polacco (Września, n. 1946)
- Roman Jaremčuk, calciatore ucraino (Leopoli, n. 1995)

## K(9)
- Roman Karasjuk, calciatore ucraino (Volodymyr, n. 1991)
- Roman Kerschbaum, calciatore austriaco (Neunkirchen, n. 1994)
- Roman Kienast, ex calciatore austriaco (Salisburgo, n. 1984)
- Roman Koncedalov, ex calciatore russo (Valujki, n. 1986)
- Roman Konečný, calciatore slovacco (Holíč, n. 1983)
- Roman Kosecki, ex calciatore polacco (Piaseczno, n. 1966)
- Roman Kratochvíl, ex calciatore slovacco (Bratislava, n. 1974)
- Roman Kukleta, calciatore cecoslovacco (Brno, n. 1964 - Brno, † 2011)
- Roman Květ, calciatore ceco (Pribram, n. 1997)

## L(1)
- Roman Lengyel, ex calciatore ceco (České Budějovice, n. 1978)

## M(4)
- Roman Macek, calciatore ceco (Zlín, n. 1997)
- Roman Minaev, calciatore russo (Kursk, n. 1997)
- Roman Mýrtazaev, calciatore kazako (Karaganda, n. 1993)
- Roman Mysak, calciatore ucraino (n. 1991)

## N(1)
- Roman Neustädter, calciatore tedesco (Dnipropetrovs'k, n. 1988)

## O(1)
- Roman Ogaza, calciatore polacco (Katowice, n. 1952 - Forbach, † 2006)

## P(7)
- Roman Pacholjuk, ex calciatore ucraino (Kornin, n. 1979)
- Roman Pavljučenko, ex calciatore russo (Stavropol', n. 1981)
- Roman Pavlík, ex calciatore ceco (Praga, n. 1976)
- Roman Pidkivka, calciatore ucraino (Leopoli, n. 1995)
- Roman Popov, ex calciatore ucraino (Mykolaïv, n. 1995)
- Roman Potočný, calciatore ceco (Roudnice nad Labem, n. 1991)
- Roman Procházka, calciatore slovacco (Jaslovské Bohunice, n. 1989)

## R(1)
- Roman Rosul, ex calciatore statunitense (Cleveland, n. 1953)

## S(3)
- Roman Schramseis, calciatore e allenatore di calcio austriaco (Vienna, n. 1906 - Vienna, † 1988)
- Roman Skuhravý, ex calciatore e allenatore di calcio ceco (Cecoslovacchia, n. 1975)
- Roman Spirig, ex calciatore svizzero (Grabs, n. 1998)

## T(2)
- Roman Tugarev, calciatore russo (Iževsk, n. 1998)
- Roman Týce, ex calciatore ceco (Roudnice nad Labem, n. 1977)

## V(4)
- Roman Valeš, calciatore ceco (Nymburk, n. 1990)
- Roman Vantuch, calciatore ucraino (Leopoli, n. 1998)
- Roman Vonášek, ex calciatore ceco (n. 1968)
- Roman Vorob'ëv, ex calciatore russo (Leningrado, n. 1984)

## W(2)
- Roman Wallner, ex calciatore austriaco (Graz, n. 1982)
- Roman Wójcicki, ex calciatore polacco (Nysa, n. 1958)

## Z(2)
- Roman Zobnin, calciatore russo (Irkutsk, n. 1994)
- Roman Zozulja, ex calciatore ucraino (Kiev, n. 1989)

## Č(1)
- Roman Čerepkai, calciatore slovacco (Bratislava, n. 2002)

## Š(2)
- Roman Šaronov, ex calciatore e allenatore di calcio russo (Mosca, n. 1976)
- Roman Šiškin, ex calciatore russo (Voronež, n. 1987)